# Rimozionekoatta
I Rimozione - (ex RimozioneKoatta) - sono un gruppo ska italiano con influenze 2Tone e punk formato nel 1994 a Torino. Sono insieme a Persiana Jones, Statuto e Stiliti una delle principali ska band del Torinese, presenti in varie compilation ska nazionali ed internazionali.
Il loro sound parte dal classico levare miscelandosi con altri generi come il rock, il punk, lo swing e il rockabilly. Numerosi concerti (oltre 500) in tutta Italia, a cui seguono tournée europee che hanno toccato Spagna, Francia, Svizzera, Ungheria, Germania e Inghilterra.

## Storia
Formati nel 1994, si dedicano subito ad eseguire brani propri e cover in stile 2tone inglese facendo concerti in tutta Italia e uscendo dal territorio nazionale verso Svizzera, Francia, Inghilterra, Spagna, Ungheria e Germania dove sono apprezzatissimi.
La prima produzione è un demotape del 1994 intitolato Nuoce gravemente alla salute, realizzato in presa diretta durante il primo show della neonata band. In quell'occasione la band suonò in versione trio: Dario Lambarelli, Andrea Vettore e Giorgio Genovese.
A fine 1995 — dopo pochi concerti e una serie di difficoltà a reperire musicisti — la band sospende la propria attività per riprendere nel 1997 con l'innesto prima di Marco Sinchetto (basso) e successivamente di Ivan Bastini (batteria) e Alessandro Milone (sax).
Con questa line-up la band registra la seconda demotape: Accetta la panchina, 6 brani nuovi interamente registrati in presa diretta al Musical Box di Collegno da Alis D'Amico e Massimo Rivolta.
La presentazione di Accetta la panchina fa sold-out al locale Millennium di Nichelino (TO) e permette alla band di farsi conoscere a apprezzare dai cultori della musica ska, anche grazie alla neo-nata comunità virtuale di Skabadip che si fa portavoce del panorama ska italiano.
Iniziano così le amicizie con i vari gruppi ska dell'epoca, molti dei quali attivi ancora oggi: Persiana Jones, Statuto, Stiliti, Vallanzaska, Fahrenheit 451, Matrioska e molti altri.
Nel 2000 viene registrato al Musical Box di Collegno, il mini cd Senza Tregua, prodotto da Alis D'Amico.
In questo disco fa debutto la sezione fiati completa di sax, tromba e trombone: ad affiancare Alessandro Milone, infatti, ora ci sono Marco Renaldin (tromba) e Alberto Borio (trombone).
È nel tour di Senza Tregua che si rompono i confini regionali andando a suonare in tutta Italia, dal Trentino fino al Molise, passando per Genova, Firenze e molte altre città italiane.
Si rafforza l'identità ska e rudeboy della band e nel 2002 il gruppo suona a Livorno al "Tim Tour 2002" davanti a una piazza gremita e arriva seconda a "Alessandria Wave", edizione vinta dai Wah Companion, band di Ru Catania (Africa Unite).
Saranno le ultime apparizioni di Giorgio Genovese e delle tastiere in un concerto dei Rimozione.
Sono molte in quegli anni le compilation italiane e straniere che inseriscono branni dei Rimozione.
Nel 2002 esce Italian Ska Invasion 2, compilation ska prodotta dalla UAZ Records dei Persiana Jones, che vede nella tracklist anche Senza Tregua dei Rimozione insieme ad altri artisti della scena ska italiana: Persiana Jones, Statuto, Vallanzaska, Fahrenheit 451, Matrioska, etc.
Marco Sinchetto lascia la band per motivi personali e il suo posto è preso da Fabrizio "Skaphazzi" Rumore, già bassista della Cantina Ska Band.
Nel 2003 la rivista Tutto Musica e Spettacolo dedica uno speciale allo ska italiano andando a recensire le migliori 15 band dello stivale e inserendo anche i Rimozione nella "ska map".
Nuovo cambio di formazione: escono di scena il batterista Ivan Bastini, al cui posto subentra Luca Barbiero (Fuori Controllo), e Alberto Borio che lascia il posto a Francesco "Frenkie" Di Stefano al trombone. A fine dello stesso anno Andrea Vettore destabilizza lo spogliatorio annunciando l'imminente intenzione di lasciare i Rimozione e la musica in generale, garantendo però alla band continuità fino a che non sarà trovato un degno sostituto, che per fortuna viene individuato nei primi mesi del 2004 in Roberto "Grafio" Ibba.
Nel 2004 la band è impegnata nella realizzazione del primo vero lp: Matti da Levare, un titolo che è vero e proprio tributo allo ska e che comprende solo brani originali. Matti da Levare esce nel 2004 e inizialmente avrebbe dovuto uscire con la Decibel Records ed essere distribuito da Venus, poi una serie di problemi con l'etichetta (risolti poi tramite avvocati) fanno sì che la band entri in possesso di tutte le copie stampate e che le distribuisca in maniera indipendente.
In Matti da Levare hanno partecipato Alberto "Jaco" Jacomuzzi (voce dei Karamamma) in Tempo Scaduto e Vito Miccolis (Tribà, El Tres,…) alle percussioni su Paprika.
Con Matti da Levare, e la nuova formazione, si rompono anche i confini nazionali andando a suonare per la prima volta in Svizzera e Ungheria, dove si instaura un buon legame e amicizia con i gruppi e promoter locali.
Da quel momento in poi l'Ungheria diventa tappa fissa annuale per uno o due tour.
Da Matti da Levare viene estratto il singolo In Vacanza col Van-Dean di cui viene realizzato un videoclip animato dallo IED - Istituto Europeo di Design.
Nel 2005 l'amicizia tra Dario e il batterista degli Skarabazoo, Matteo Cantamessa, fa sì che quest'ultimo sposi la causa Rimozione, subentrando a Fabio Morese, batterista dei Malanova e dei Labirinto Interno, che aveva coperto alcune date del tour dopo la dipartita di Luca Barbiero. Matteo diventa ufficialmente il batterista dei Rimozione nel dicembre 2005.
La band lavora duro, compone brani nuovi forte anche della nuova spinta artistica dei nuovi membri.
La sezione fiati vede un ricambio alla tromba, dapprima con l'introduzione di Paolo Testa (ex Statuto) e successivamente con l'impiego di turnisti.
Fabrizio Rumore si innamora di una ragazza argentina e vola in Sudamerica lasciando la band 6 mesi l'anno (per 2 anni) a cercare sostituti. Questi vengono individuati nei bassisti Marco Gios (che andrà poi a prendere posto in pianta stabile negli Statuto) e Simone Trotta, che diviene poi ufficialmente il nuovo bassista.
Nel 2006 i Rimozione aprono il tour italiano de The Selecter, storica band ska inglese 2Tone capitanata da Pauline Black.
Nel 2007 il gruppo esce con un altro disco Baci di Dama registrato da Massimo Rivolta tranne un paio di tracce (Balla e Skebab), registrate alla Suoneria di Settimo e mixate da Pippo Monaro (Bluebeaters, Persiana Jones,…)
Dopo la brutta esperienza con la Decibel questa volta ci si affida ad una etichetta indipendente composta da musicisti e amici, la UAZ Records dei Persiana Jones, e ad una vera distribuzione, Venus.
Il tour di Baci di Dama — oltre a Italia, Ungheria e Svizzera — raggiunge anche la Spagna (con un concerto al Palasport di Irurtzun, vicino a Pamplona, davanti a oltre 10.000 persone) e la Francia.
La band continua la sua evoluzione cercando nuove sonorità, abbracciando quelle più cattive della "terza ondata" americana, ma anche quelle del rockabilly, dello swing e del punk.
Da Baci di Dama viene estratto il singolo Per noi, brano dedicato al mitico Stadio Filadelfia di Torino. Il brano, che vede la partecipazione di Sergio Berardo (ghironda, dei Lou Dalfin) è spesso programmato allo Stadio Olimpico di Torino in occasione delle partite casalinghe del Toro.
Escono così 3 singoli in digitale tra il 2010 e il 2011: Respirare (registrato in Bassa Frequenza da Michele La Sala, con la partecipazione del rapper torinese Tony Mancino), Kidultz e la cover punk-rock di Friday I'm in Love dei The Cure, che ha visto alla voce la partecipazione di Maya Giglio della Soulful Orchestra. Questi ultimi due vengono interamente registrati da Roberto "Grafio" e mixati successivamente al Gulp! Recording Studio da Marco "Cipo" Calliari (Subsonica, Motel Connection, Statuto,…).
Ancora un cambio di formazione tra la fine del 2011 e l'inizio del 2012: escono il bassista Simone Trotta, il sax Alessandro Milone e arrivano Angelo La Ferrera al basso (Deskadena), Gaetano Minissale al sax e il nuovo trombettista ufficiale Donato Gatti.
Con la nuova formazione il gruppo lavora a nuovi show e alla stesura dei brani del nuovo disco.
Nel 2011 in occasione della partenza del Giro D'Italia da Torino dalla Reggia di Venaria, i Rimozione sono ospiti di Paolo Belli per registrare uno speciale che andrà in onda sulla Rai in pillole durante le varie tappe del tour. Il backstage della giornata è stata montata nel video del singolo Kidultz.
Il 31 maggio 2013 esce  All you Can Eat, 11 tracce originali di puro ska in stile 2tone e Terza Ondata.
Registrato interamente al Blitz Studio di Torino da Roberto "Grafio" Ibba e Fabio Morese e mixato al Gulp! Recording Studio da Marco "Cipo", è stato anticipato dall'uscita del singolo Italian Ska di cui è stato realizzato anche un videoclip ufficiale dalla Punto3 Produzioni di Torino.
Il disco è distribuito in digitale dalla Maninalto!, etichetta indipendente dei Vallanzaska.
Nel maggio 2016 è uscito il singolo Sole Spento, arrangiamento in chiave ska-punk del brano dei Timoria con la featuring di Omar Pedrini. il singolo ha aperto le porte alla band torinese con la major Universal Music Italia, e anticipa il lavoro di produzione del nuovo disco previsto per il 2017.
Nel 2018 dopo un lungo lavoro è uscito l'album "Come un'onda", un miscuglio del classico ska con sonorità punk e raggae, 9 brani in stile old school unici e ballabili. Album distribuito dalla  Universal Music Italia e disponibile nelle piattaforme streaming.

## Formazione

### Formazione attuale
- Dario Lambarelli - voce  (1994 - presente)
- Alberto Lisanti - chitarra, cori (2019 - presente)
- Angelo La Ferrera - basso (2012 - presente)
- Frenky Di Stefano - trombone (2003 - presente)
- Gaetano Minissale - sax tenore (2012 - presente)
- Paolo Testa - tromba (2006 - 2011 / 2019 - presente)
- Matteo Cantamessa - batteria, cori (2005 - presente)

### Ex componenti
- Andrea "Loste" Vettore - chitarra (1994 - 2003)
- Roby "Grafio" - chitarra, cori (2004 - 2019)
- Giorgio Genovese - tastiere (1994 - 2002)
- Simone Trotta - basso (2006 - 2011)
- Fabrizio "Skafazzi" Rumore - basso (2002 - 2006)
- Luca Barbiero - batteria (2003 - 2005)
- Alessandro Milone - sax tenore (1997 - 2010)
- Marco Renaldin - tromba (2000 - 2006)
- Alberto "TBone" Borio - trombone (2000 - 2003)
- Marco Sinchetto - basso (1997 - 2002)
- Ivan Bastini - batteria (1997 - 2003)

### Collaborazioni
- Omar Pedrini (Timoria)
- Punkreas (voce e cori nel singolo "L'Ultimo Concerto")
- Peter Truffa - tastiere (Bluebeaters, New York Ska Jazz Ensemble,...)
- Alberto Jacomuzzi - voce (Karamamma)
- Sergio Berardo - ghironda (Lou Dalfin)
- Vito Miccolis - percussioni (Tribà, El Tres,...)
- Tony Mancino - rap
- Maya Giglio - voce (Soulful Orchestra)
- Marco Milani - tromba
- Gerry Figliola - sax
- Fabio Morese - batteria (Malanova, Labirinto Interno)

## Discografia
Album in studio
- 1994 - Nuoce gravemente alla salute (autoprodotto)
- 1999 - Accetta la panchina (demotape)
- 2000 - Senza tregua (cd singolo, autoprodotto)
- 2004 - Matti da levare (cd, Decibel Records)
- 2007 - Baci di dama (cd, UAZ Records)
- 2013 - All You Can Eat (cd, Maniinalto!)
- 2018 -  Come un'onda (Universal Music Italia srl)

Singoli
- 2010 - Respirare feat. Tony Macino e la partecipazione del pianista statunitense Peter Truffa (Bluebeaters, New York Ska Jazz Ensemble)
- 2011 - Kidultz
- 2011 - Friday I'm in love (feat. Maya, cover dei The Cure)
- 2013 - Italian Ska (All You Can Eat)
- 2016 - Sole Spento feat. Omar Pedrini
- 2016 - Hark, The Herald Angels Sing!
- 2017 - Per me è no!
- 2018 - Come un'onda
- 2020 - Ruspa! (Demo)
- 2020 - Scrivilo come vuoi
- 2022 - Ruspa! (2022 version)
- 2022 - L'Ultimo Concerto feat. Punkreas